# Fundacja Pogranicze
Fundacja Pogranicze – organizacja pozarządowa, nieprowadząca działalności politycznej i gospodarczej. Od 17 listopada 2009 r. fundacja ma status organizacji pożytku publicznego.
Fundacja powstała w maju 1990 roku. Jej założycielami byli animatorzy kultury pracujący wcześniej w teatrach „Gardzienice” (wieś Gardzienice pod Lublinem) i „Stop” (Słupsk), w Ośrodku Kultury „Dąbrówka” w Poznaniu i w Gminnym Ośrodku Kultury w Czarnej Dąbrówce na Kaszubach. Współpracą związali się już w drugiej połowie lat 80., organizując wspólnie każdego roku „Wioskę Spotkania. Międzynarodowe Warsztaty Kultury Alternatywnej” w Czarnej Dąbrówce. Podczas realizowanej w 1990 roku wielomiesięcznej „Podróży na Wschód” dotarli do Sejn.
Działalność programowa Fundacji w całości poświęcona jest propagowaniu etosu pogranicza i budowaniu mostów pomiędzy ludźmi różnych religii, narodowości i kultur. Fundacja ma swoją siedzibę w Sejnach, a jej biuro do 2010 roku mieściło się Suwałkach, skąd później zostało przeniesione do Krasnogrudy. W 2003 roku powstało Stowarzyszenie Przyjaciół Fundacji Pogranicze, zarejestrowane w Stanach Zjednoczonych, którego biuro mieści się w Alexandrii k. Waszyngtonu. Środki na swoją działalność Fundacja uzyskuje przede wszystkim z grantów przyznawanych przez różne instytucje i organizacje, a także od osób prywatnych. Fundacja ściśle współpracuje z Ośrodkiem „Pogranicze sztuk, kultur, narodów”, z którym łączy ją Umowa o współpracy.
Integralną częścią Fundacji Pogranicze jest Wydawnictwo Pogranicze. W jego ofercie znajduje się pismo kulturalne „Krasnogruda” (ISSN 1230-7645) i książki z zakresu literatury pięknej, publicystyki, historii, antropologii.